# Konrad II. von Gösgen
Konrad II. von Gösgen (OSB) (* 13. Jahrhundert; † 4. November 1348) war von 1334 bis 1348 der 23. Abt des Klosters Einsiedeln.

## Leben

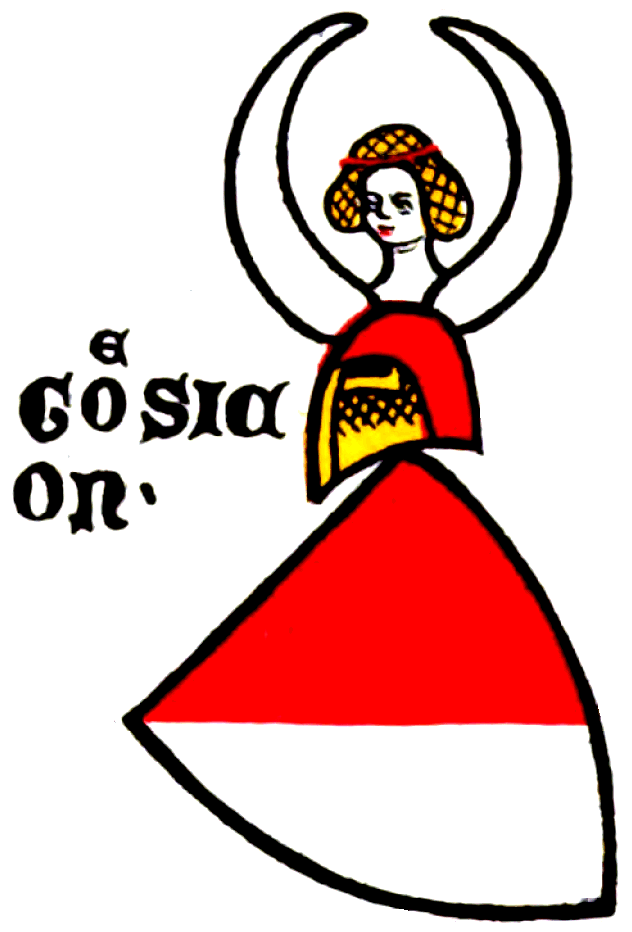
Wappen der Gösgen in der Zürcher Wappenrolle (ca. 1340)

Konrad II. war beim Überfall der Schwyzer 1314 Subdiakon in Einsiedeln. Er wurde als Gefangener nach Altmatt geführt, wo ihm die Flucht gelang. 
Abt Konrad bemühte sich, die finanzielle Lage des Klosters zu bessern, und war tatsächlich in der Lage, einige Schulden zu tilgen. Doch der Marchenstreit liess ihm keine Ruhe und er wurde erneut gefangen genommen, da er nach der Anerkennung einer Zürcher Verfassungsänderung den Zorn des Ritteradels auf sich zog. Nach der Vermittlung einiger Herren kam es zu einer Aussöhnung zwischen Abt Konrad und den Rapperswilern – seinen Entführern – zustande. Doch die Vorgänge seiner Gefangennahme müssen dem Abt so zugesetzt haben, dass er kurz nach seiner Rückkehr verstarb.